# Pýcha a předsudek
Pýcha a předsudek (anglicky Pride and Prejudice) je nejznámější román anglické spisovatelky Jane Austenové. První věta románu je jedním z nejslavnějších úvodů knihy v anglické literatuře vůbec: „It is a truth universally acknowledged, that a single man in possession of a good fortune, must be in want of a wife.“ (česky podle překladu Evy Kondrysové: „Světem panuje skálopevné přesvědčení, že svobodný muž, který má slušné jmění, se neobejde bez ženušky.“)
První verzi románu sepsala v letech 1795 – 1797 a pojmenovala ji First Impresions (První dojmy). Nepodařilo se jí ale pro něj najít vydavatele, takže jej prozatím odložila a začala pracovat na románu Rozum a cit (Sense and Sensibility), po jehož vydání (1811) se k Prvním dojmům vrátila, přepracovala je a pod jménem Pýcha a předsudek vydala (1813).
Pýcha a předsudek je tzv. román rodinného života (angl. domestic novel), který s ironickým podtextem líčí prostředí anglického venkova, tamní rodinné vztahy a snahy matek najít pro své dcery vhodné ženichy. Hlavními postavami románu jsou slečna Elizabeth Bennetová (patrně zosobnění autorky) a pan Darcy.

## Děj
Hlavní hrdinkou románu je Elizabeth Bennetová, bystrá, pohledná a temperamentní dívka, druhá z pěti dcer pana Benneta.
Když se Elizabethina matka dozví, že se do jejich sousedství přistěhoval mladý, bohatý a svobodný pan Bingley, začne okamžitě plánovat, jak ho oženit s některou ze svých dcer. Štěstí jí přeje, pana Bingleyho na plese, kam dorazí spolu se svými sestrami a se svým přítelem panem Darcym, téměř okamžitě upoutá nejstarší dcera Bennetových, Jane. Mezitím pyšně a odtažitě působící pan Darcy mimoděk urazí Elizabeth poznámkou, že není natolik hezká, aby ji vyzval k tanci. Jane je posléze pozvána k Bingleyovým na návštěvu a intriky její matky způsobí, že tam kvůli nachlazení musí několik dní zůstat. Elizabeth, která má o ni starost, se za ní vypraví, aby ji mohla ošetřovat. Na návštěvě s pobavením pozoruje, jak se nesmělý Bingley stále víc zamilovává do její sestry, i to, jak se slečna Bingleyová urputně snaží získat pozornost pana Darcyho.

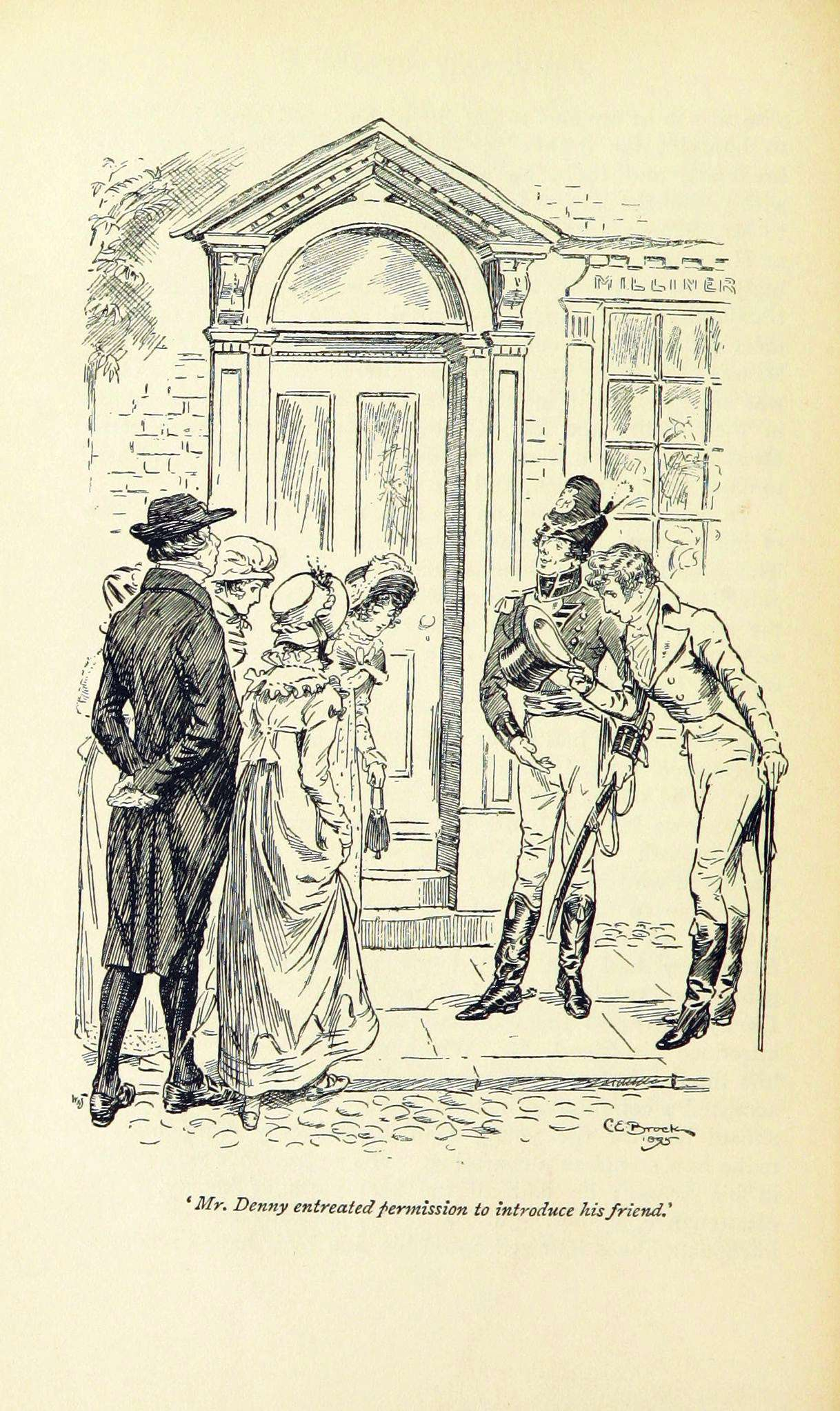
Slečny Bennetovy se seznamují s Wickhamem, ilustrace od C.E.Brocka

Po jejich návratu domů přijíždí rodinu Bennetových navštívit jejich bratranec pan Collins, který jako dědic jejich panství má v úmyslu si jednu ze sester vzít. Jeho volba padne na Elizabeth a začne se jí ihned neobratně dvořit. Elizabeth se mezitím seznámí s důstojníkem z místního pluku panem Wickhamem, okouzlujícím a přitažlivým mladíkem. Ukáže se, že Wickham zná pana Darcyho už od dětství, a když Elizabeth vypráví o křivdách, které mu Darcy v minulosti způsobil, velice ji to rozhořčí. Když se koná dlouho očekávaný ples na Bingleyho panství, Wickham, na jehož přítomnost se Elizabeth tolik těšila, na něj nepřijde. Namísto něho musí Elizabeth tančit s otravným panem Collinsem, a kupodivu ji tentokrát vyzve k tanci i jinak odměřený pan Darcy. Jedinou radost jí působí pohled na Bingleyho, který celý večer protančí s Jane.
Druhý den po plese ji pan Collins požádá o ruku, Elizabeth ho ale pokládá za směšného hlupáka, a tak k velké nelibosti své matky jeho nabídku rázně odmítne. Uražený pan Collins se tajně začne ucházet o její nepohlednou, ale mnohem přístupnější přítelkyni Charlottu Lucasovou. Jako blesk z čistého nebe zapůsobí zpráva, že Bingleyovi i s panem Darcym náhle odjeli do Londýna. Všichni jsou tím udiveni, protože očekávali, že Bingley se co nevidět zasnoubí s Jane. Pan Collins během několika dnů učiní už druhou nabídku k sňatku a tentokrát je vyslyšen, Charlota Lucasová je ochotna si ho vzít. Elizabeth je tím překvapena a její matka rozhořčena a zdrcena. Po svatbě se novomanželé Collinsovi odstěhují na jeho faru v Kentu, kde žijí pod ochranou bohaté lady Catherine de Bourghové, tety pana Darcyho. Jane Bennetová se rozhodne odjet do Londýna k tetě a strýci, tajně přitom doufá, že by mohla potkat pana Bingleyho, do kterého se také zamilovala, i když to nedokázala dát najevo. Její úsilí je ale marné.

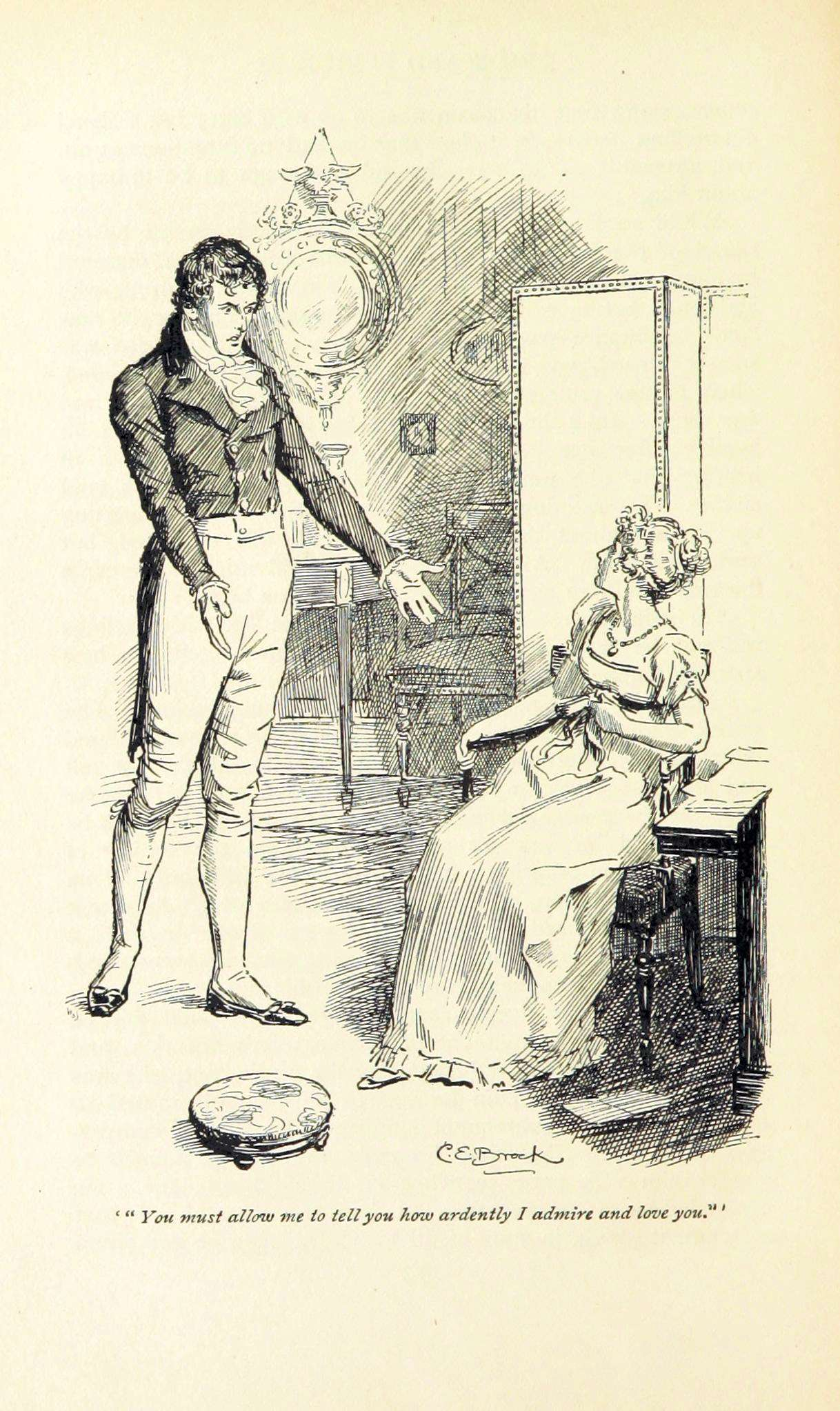
Darcyho překvapivé vyznání, ilustrace od C.E.Brocka

Elizabeth dostane pozvání od Charlotty a odjede na návštěvu ke Collinsovým. Spolu s nimi bývá často zvána i na blízký zámek a musí čelit povýšeným dotěrnostem sebevědomé lady Catherine. Po několika týdnech přijede ke své tetě i pan Darcy spolu se svým bratrancem, plukovníkem Fitzwilliamem. Všichni se vzájemně často navštěvují, plukovník Fitzwilliam se k Elizabeth chová velmi přátelsky, zatímco Darcy se zdá být stále trochu odtažitý. V jednom z přátelských rozhovorů plukovník mimoděk Elizabeth prozradí, že to byl Darcy, kdo vylákal Bingleyho do Londýna a pak ho přesvědčil, že ho Jane Bennetová nemiluje a že tedy nemá důvod se k ní vracet. Elizabeth je z tohoto odhalení velmi rozhořčena, tak, že se až necítí dobře, nemůže jít s Collinsovými na zámek a zůstane sama doma. K jejímu překvapení ji náhle přijde navštívit pan Darcy. Chvíli se zdráhá, a pak jí náhle vyzná lásku a požádá ji o ruku. Elizabeth je zcela ohromena, její úžas se ale velmi rychle promění v hněv. Vyčte mu jak jeho chování k Wickhamovi, tak to, že zničil štěstí její sestry, jeho pýchu a povýšenost, a prohlásí, že je poslední člověk na světě, kterého by jí mohli vnutit za manžela. Hluboce pokořený Darcy odejde, druhý den ji ale ještě před svým odjezdem ze zámku vyhledá a předá jí dopis. V něm se ospravedlňuje, vysvětluje, proč ovlivnil Bingleyho rozhodování, a objasňuje podrobně svůj vztah k Wickhamovi. Podporoval ho do určité doby, a když jeho přehnané nároky nakonec odmítl, chtěl se mu Wickham pomstít. Téměř se mu podařilo přemluvit Darcyho mladičkou a nezkušenou sestru ke společnému útěku a sňatku, čímž by získal její obrovské věno.
Elizabeth tento obsáhlý a krásně napsaný dopis v podstatě usmíří. Brzy na to se vrátí domů k rodině, snaží se podporovat Jane, která se vzpamatovává z nešťastné lásky, a vyhýbat se Wickhamovi, kterému už nedůvěřuje. Pluk, u kterého Wickham slouží, se chystá přemístit do Brightonu a její nejmladší sestra Lydia je pozvána svou přítelkyní, paní plukovníkovou, aby jela s nimi. Elizabeth se to nelíbí a snaží se přemluvit otce, aby lehkomyslnou a pošetilou Lydii nikam nepouštěl, ale neuspěje.
Uplyne nějaký čas a Elizabeth se vydá na prázdninovou cestu po Anglii, na kterou ji pozvali její teta a strýc Gardinerovi. Na této cestě se dostanou do blízkosti Darcyho sídla Pemberley, které je prý velmi krásné. Elizabeth se tam nechce, je jí trapné navštívit zrovna tento zámek, ale jsou ujištěni, že panstvo tam nepobývá, tak nakonec svolí. Zrovna když zámek opouštějí, pan Darcy se nečekaně objeví. Je rovněž překvapen a zaskočen tímto setkáním, ale chová se nečekaně zdvořile a přátelsky. Druhý den je dokonce navštíví a zve je, aby přišli na návštěvu a seznámili se s jeho sestrou. Elizabeth, která od něj čekala spíše chladnou uraženost, je příjemně překvapena a polichocena, a uvědomí si, že její vztah k němu se hodně změnil. Na návštěvě se setká nejenom s jeho nesmělou sestrou Georgianou, ale i s Bingleym, který, jak se jí zdá, je stále zamilován do Jane.

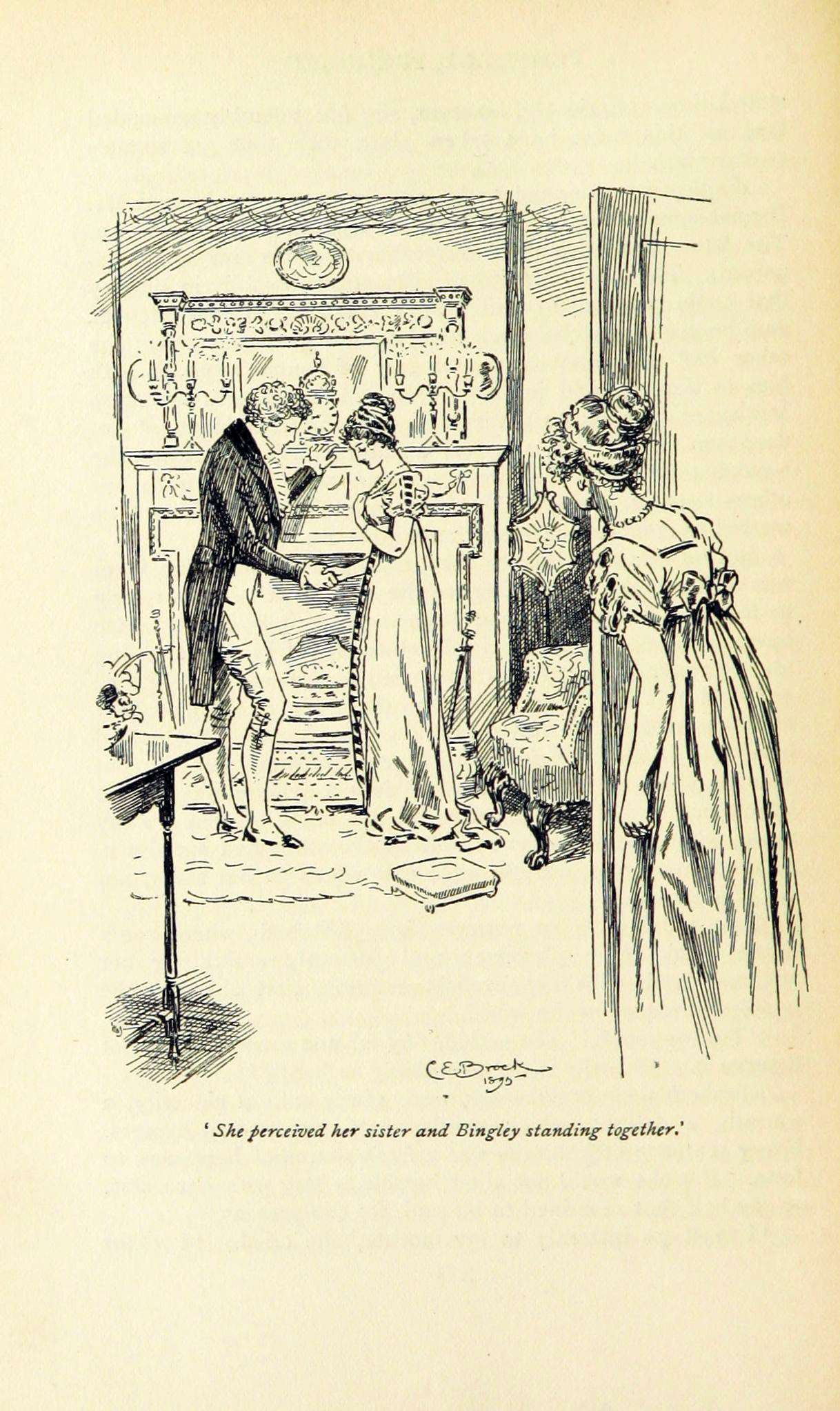
Bingley se zasnubuje s Jane, ilustrace od C.E.Brocka

Slibně se vyvíjející obnovování dřívějších známostí přetrhne hrozná zpráva, která přijde z domova: Lydia utekla s Wickhamem a nikdo neví kam. Elizabeth je zoufalá, pokud se rychle nevezmou, pro celou rodinu to znamená pohanu a ostudu. Protože Darcy je zrovna přítomen, když zpráva přijde, svěří se mu s tím a prosí ho, aby je omluvil u přátel. Pak se strýcem a tetou rychle odjíždějí domů. Po návratu zjišťuje, že se otec Lydii vydal hledat do Londýna, a strýček odjíždí za ním. Lydia nemá téměř žádné věno, ani významné příbuzné, a Wickham se s ní zřejmě nehodlá oženit, svedl ji jen z rozmaru. Celá rodina Bennetových zažívá trpké ponížení. Unavený pan Bennet se rezignovaně vrací a další pátrání nechává na strýci. Za několik dní přijde překvapující novina – strýček prý oba uprchlíky v Londýně našel a Wickhama přesvědčil, aby si Lydii vzal. Všichni si oddechnou, jen pan Bennet se domnívá, že Wickhamovi musely být nabídnuty velké peníze, aby se nechal přesvědčit k sňatku. Elizabeth teď lituje, že se svěřila s touto ponižující událostí panu Darcymu, domnívá se, že nyní je s jejich vztahem nadobro konec. Zrovna, když k němu začala pociťovat něco víc, než jen obdiv a přátelství.
Lydia, nyní už jako paní Wickhamová, přijíždí na krátkou návštěvu domů a při vyprávění o své svatbě se prořekne, že tam byl přítomen i pan Darcy. To Elizabeth nesmírně udiví, napíše proto žádost o vysvětlení tetě Gardinerové do Londýna. Ta jí obratem sdělí, že to byl ve skutečnosti pan Darcy, kdo Wickhama s Lydií vypátral, uplatil ho a vyjednal s ním jejich svatbu. A zároveň je požádal, aby o jeho účasti nemluvili.  
Zanedlouho se na své sídlo opět vrací pan Bingley a přiváží sebou i Darcyho. Bingley teď Bennetovy často přichází navštěvovat a v krátké době se mu podaří zasnoubit se s Jane. Elizabeth nevychází z údivu, sdílí ale s Jane její štěstí. Zdá se, že pan Darcy vskrytu napravuje vše, co mu kdy bylo vytýkáno. Když nakrátko odjede, nečekaně se u Bennetových objeví lady Catherine, která chce mluvit osamotě s Elizabeth. Překvapivě po ní žádá slib, že se s jejím synovcem Darcym nikdy nezasnoubí. Elizabeth, která nyní už ví, že ho miluje, požadovaný slib odmítne dát, a nesmírně tím panovačnou lady Catherine rozzlobí. Avšak Darcymu, který se o tom doslechne, to dodá naději, a na příští návštěvě, když si spolu vyjdou na procházku, se jim konečně podaří domluvit se a odstranit všechny pochybnosti a nedorozumění, které mezi nimi kdy panovaly. Matka Bennetová nemůže uvěřit svému štěstí, že tak skvěle provdá obě své nejstarší dcery. Po svatbě se Elizabeth odstěhuje na jeho sídlo Pemberley.

## Postavy
- Elizabeth Bennetová – inteligentní, veselá a pohledná dívka, druhá z pěti dcer pana Benneta,
- Jane Bennetová – její starší sestra, krásná, milé povahy, laskavá a skromná, zamiluje se do nesmělého pana Bingleyho,
- Mary, Kitty a Lydia – její tři mladší sestry, jsou povrchní a (kromě Mary) nevzdělané
- pan Bennet – její otec, trochu podivínský gentleman, který si rád si tropí žerty ze svého okolí,
- paní Bennetová – její matka, pošetilá a nevzdělaná osoba, trpící hypochondrií, upírá se jen k myšlenkám na vdavky svých dcer,
- pan Collins – její hloupý a nabubřelý bratranec, anglikánský pastor, je dědicem pana Benneta a chráněncem lady Catherine,
- pan Bingley – nový nájemce blízkého sídla, je to milý, ke všem přátelský, ale snadno ovlivnitelný mladík, vzhlíží ke svému příteli Darcymu a zamiluje se do Jane Bennetové,
- pan Darcy – jeho přítel, bohatý, pohledný, inteligentní a s dokonalým chováním, na své okolí ale působí povýšeně a odtažitě,
- slečna Bingleyová – mladší sestra pana Bingleyho, protřelá, sebevědomá dívka, ráda by se provdala za pana Darcyho,
- Georgiana Darcyová – jediná sestra pana Darcyho, patnáctiletá, velmi nesmělá dívka,
- lady Catherine de Bourghová – teta pana Darcyho, bohatá, nesmírně sebevědomá dáma, přála by si, aby si Darcy vzal její dceru,
- George Wickham – důstojník pluku, který sídlí blízko Bennetových, okouzlující, ale marnotratný a pokrytecký mladík. Zprvu se spřátelí s Elizabeth, pak se dvoří jiné bohatší dívce a nakonec se zaplete s Elizabethinou sestrou Lydií. Byl vychován na Darcyho panství, kde byl kdysi oblíbencem Darcyho otce a domníval se, že Darcy má povinnost ho finančně podporovat.
- sir William Lucas – soused Bennetových
- Charlotta Lucasová – jeho nejstarší dcera a nejlepší Elizabethina přítelkyně, rozumná dívka, která je ale poněkud zoufalá, a tak přijme nabídku k sňatku od pana Collinse.
- paní Gardinerová a její manžel – Elizabethina teta a strýc, žijící v Londýně

## Filmové adaptace
Pýcha a předsudek se dočkala mnoha televizních a filmových adaptací :
- 1938: Pride and Prejudice, hrají Curigwen Lewis (Elizabeth Bennet), Andrew Osborn (Darcy)
- 1940: Pride and Prejudice, hrají Laurence Olivier (Darcy) a Greer Garson (Elizabeth).
- 1952: 2. únor – 8. březen. BBC živě vysílala pětidílný miniseriál. Hlavní postavy hráli Ann Baskett (Elizabeth) a Peter Cushing (Mr. Darcy).
- 1980: Pride and Prejudice, televizní seriál, hráli Elizabeth Garvie a David Rintoul, adaptovala Fay Weldonová.
- 1995: Pride and Prejudice, televizní seriál, hráli Colin Firth a Jennifer Ehle, adaptoval Andrew Davies. Tato verze je považována za jednu z nejlepších.
- 2003: Pride and Prejudice: A Latter-day Comedy.
- 2004: Bride and Prejudice, volně inspirovaná bollywoodská verze, hrají Anupam Kher, Aishwarya Rai, a Naveen Andrews. V České republice promítáno pod jménem Moje velká indická svatba.
- 2005: Pýcha a předsudek (Pride & Prejudice) hrají Keira Knightley a Matthew MacFadyen. Další úspěšná a tradičně pojatá adaptace.

## Další inspirace
- V určitém pohledu byl román Pýcha a předsudek inspirací pro podobnými tématy se zabývající román Deník Bridget Jonesové od Helen Fieldingové. Dočkal se i stejnojmenného filmového zpracování, v němž hlavní mužskou postavu Marka Darcyho hraje Colin Firth, který hrál pana Darcyho v adaptaci Pýchy a předsudku z roku 1995.
- Román se pokusili zpracovat velmi netradičně a s nadsázkou také tvůrci filmu Pýcha, předsudek a zombies (Pride and Prejudice and Zombies, 2016).

## Vydání
- Jane Austenová: Pýcha a předsudek, Academia, Praha 1998 (ISBN 80-200-1191-9)
- Jane Austenová: Pýcha a předsudek, Academia, Praha 2006 (ISBN 80-200-1407-1)